# Atlas samochodowy

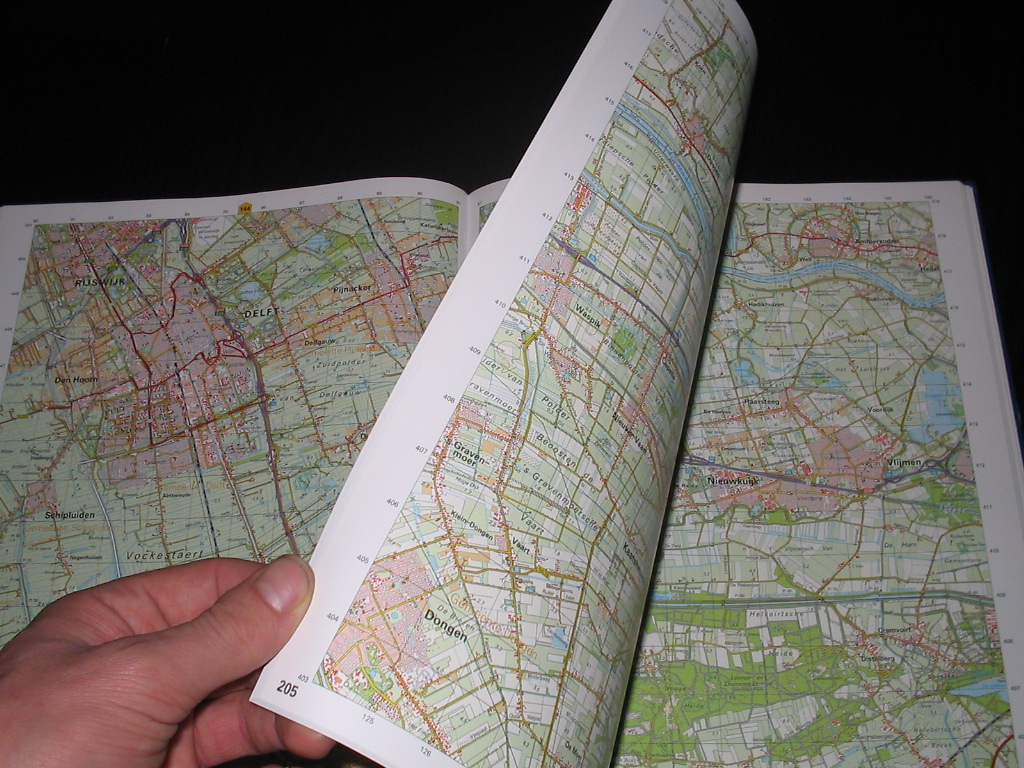
Atlas samochodowy

Atlas samochodowy – wydawnictwo książkowe w postaci atlasu z mapami drogowymi. Obejmować może cały kontynent albo jedno państwo lub grupę sąsiadujących państw (np. Benelux, Skandynawia).
Skala map w atlasie samochodowym na ogół jest identyczna, jak w mapach regionalnych wydawanych w postaci pojedynczych arkuszy i wynosi od 1:200.000 do 1:800.000; bywają także atlasy zawierające mapy o zróżnicowanych skalach, np. przeglądową mapę w małej skali (np. Europa 1:4.000.000) i mapy szczegółowe wybranych regionów w większych skalach (np. państwa Europy 1:800.000, a dodatkowo Polska 1:300.000).
Często oprócz map drogowych zamieszcza się w atlasach samochodowych plany miast (np. schematyczne plany w skali rzędu 1:100.000 z zaznaczonymi ulicami tranzytowymi lub bardziej szczegółowe plany centrów miast w skali około 1:15.000). Poza mapami i planami atlasy samochodowe zawierać mogą dodatkowe informacje ważne dla kierowców (np. zestawienie najistotniejszych różnic w prawie drogowym różnych państw) i turystów (np. spis najważniejszych atrakcji turystycznych), co upodabnia atlas do przewodnika turystycznego.